# San Ysidro (Új-Mexikó, Doña Ana megye)
San Ysidro statisztikai település az Amerikai Egyesült Államok Új-Mexikó államában, Doña Ana megyében. Lakosainak száma 2133 fő (2020. április 1.).

## Népesség
A település népességének változása:

| 2010 | 2 090 |
| 2020 | 2 133 |